# Miguel S. Macedo
Miguel Salvador Macedo y Boubée (Ciudad de México, 17 de mayo de 1884 - Los Ángeles, California, 26 de septiembre de 1959) fue un empresario y abogado mexicano.

## Vida y obra
En su tiempo, fue el creador del primer grupo financiero mexicano. La más notoria de sus obras es la Torre Latinoamericana. 
Siguió la carrera de abogado en la Escuela Libre de Derecho, y fue miembro de la Barra Mexicana Colegio de Abogados (de la cual fue nombrado decano en 1957), pero prefirió dedicarse a los negocios en los ramos financieros. Fundó entre otras empresas el Banco del País, S.A., el Banco Hipotecario Reforma, S.A., La Continental, Seguros, S.A., Almacenes del País, S.A., y de 1943 a 1951 presidió La Latinoamericana, Compañía de Seguros sobre la Vida, S.A. (hoy La Latinoamericana, Seguros, S.A.). Tuvo también intereses importantes accionarios en la Compañía de Fianzas Lotonal, S.A., Seguros de México, S.A. y el Banco Nacional de México.
La obra más perdurable de don Miguel Macedo fue la Torre Latinoamericana, que construyó el Departamento de Ingeniería de La Latinoamericana, Seguros. Dicho edificio (como el resto de las construcciones que edificó o adquirió la aseguradora) fue construido como parte de las reservas técnicas de la aseguradora, carácter que sigue teniendo. 
Entre las principales líneas de negocios de La Latinoamericana, dicha empresa fue una importante poseedora de inmuebles urbanos en la Ciudad de México, así como en Cuernavaca, Morelos, en donde construyó la Casa Latinoamericana, gran edificio recreativo, de apartamentos y de comercios que sigue siendo la más alta construcción de Cuernavaca, ubicada cerca del centro de dicha ciudad. Uno de los principales edificios que construyó La Latinoamericana fue el Cine Latino, en el Paseo de la Reforma (demolido en 2010), así como la Casa Latinoamericana, edificio de 14 pisos de altura en la glorieta del monumento a Cristóbal Colón, en la Ciudad de México. Dicho edificio alquilaba apartamentos y fue conocido como uno de los mejores y de más lujo en la Ciudad de México en su ramo (lo que quedaba de dicho edificio fue demolido en 2006). La aseguradora La Latinoamericana fue propietaria de más de 60 edificios.
Miguel S. Macedo falleció en Los Ángeles, California, adonde se trasladó para ser atendido de una trombosis cerebral.

## Antecedentes familiares
Miguel S. Macedo fue hijo del abogado, funcionario gubernamental y catedrático Miguel Salvador Macedo y González Saravia (1851-1929) y de Dolores Boubée y Fernández de Córdoba (fallecida en México, 1949). Su padre, hermano de Pablo Macedo, fue rector de la Escuela Libre de Derecho, de la Ciudad de México, prominente positivista seguidor de Augusto Comte y discípulo de Gabino Barreda. Ocupó el cargo de subsecretario de Gobernación (1906-1911) del presidente Porfirio Díaz. Macedo, por ausencia del titular, estaba encargado del despacho en Gobernación durante el comienzo de la Revolución Mexicana. 
Miguel Macedo se casó el 8 de noviembre de 1916 con la dama guatemalteca Concepción de Zirión y González Saravia (1880-1965), quien había enviudado de José María Amerlinck van Liedekerke (1862-1915) el 5 de febrero de 1915. Prohijó desde entonces al único hijo del matrimonio anterior, Teodoro Amerlinck y Zirión (1908-2007), casado con doña Josefina Acereto (1914-2009), con quien tuvo como hijos a Rodrigo, Concepción, María Josefina, Fernando y Antonio. Miguel S. Macedo no tuvo hijos propios.
- Datos: Q6015100